# Governatori dell'Isola di Wight
Quello che segue è un elenco dei governatori dell'Isola di Wight.

## Governatori dell'Isola di Wight
- 1538-1540: Thomas Cromwell, I barone Cromwell (poi Conte di Essex)

- 1558-?: John Paulet, lord St John (poi Marchese di Winchester)

- 1633-1642: Jerome Weston, II conte di Portland
- 1642-1647: Philip Herbert, IV conte di Pembroke
- 1647-1647: Captain Hammond
- 1648-1659: Colonnello William Sydenham
- 1660: Anthony Ashley Cooper, I conte di Shaftesbury
- 1660-1661: Jerome Weston, II conte di Portland
- 1661-1667: Thomas Colepeper, II barone Colepeper
- 1668-1692: Sir Robert Holmes
- 1693: Hon. Thomas Tollemache
- 1693-1707: John Cutts, I barone Cutts
- 1707-1710: Charles Paulet, II duca di Bolton
- 1710-1715: Generale John Richmond Webb
- 1715-1726: William Cadogan (poi Conte Cadogan)
- 1726-1733: Charles Paulet, III duca di Bolton
- 1733-1734: John Montagu, II duca di Montagu
- 1734-1742: John Wallop, I visconte Lymington
- 1742-1746: Charles Paulet, III duca di Bolton
- 1746-1762: John Wallop, I conte di Portsmouth
- 1763-1764: Thomas Holmes, I barone Holmes
- 1764-1766: Hans Stanley
- 1766-1770: Harry Paulet, VI duca di Bolton
- 1770-1780: Hans Stanley
- 1780-1782: Richard Worsley, VII baronetto
- 1782-1791: Harry Paulet, VI duca di Bolton
- 1791-1807: Thomas Orde-Powlett, I barone Bolton
- 1807-1841: James Harris, II conte di Malmesbury
- 1841-1857: William à Court, I barone Heytesbury
- 1857–1888: Charles Shaw-Lefevre, I visconte Eversley
- 1889-1896: Enrico di Battenberg
- 1896-1944: Beatrice di Sassonia-Coburgo-Gotha

vacante
- 1957-1965: Gerald Wellesley, VII duca di Wellington
- 1965-1974: Louis Mountbatten, I conte Mountbatten di Burma (Lord luogotenente dal 1974-79)

vacante
- 1992-1995: David Seely, IV barone Mottistone